# Jaime Smith Basterra
Jaime Smith Basterra (* 6. September 1965 in Bilbao) war Geschäftsführer von O₂ Deutschland und Mitglied des Präsidiums des BITKOM e.V.
In seiner Ausbildung erhielt er den Abschluss des Bachelor (BA) in Wirtschaftswissenschaften und Business Administration an der Universidad Comercial Deusto in Spanien. Im Weiteren schloss er das 1988 bis 1989 absolvierte Studium Finance and Investment mit einem Magister (MA) an der Exeter University in Großbritannien ab. Er ist verheiratet mit Ines Prado Aranguren und hat zwei Kinder.
Seine berufliche Laufbahn begann von 1989 bis 1998 als Analyst der Telekommunikationsbranche und Direktor Equity Research bei Benito & Monjardin SVB SA. Fast zur gleichen Zeit war er von 1989 bis 1999 bei Banesto (Banco Santander Group) als Direktor für Global Equities in der Abteilung Fondsmanagement tätig. Es folgten Tätigkeiten als Direktor der Finanzplanung von Telefónica Internacional (1999) und Controller für die Telefónica Gruppe (Oktober 2000–Dezember 2002). Zudem war er ab Juni 2005 Chief Financial Officer (CFO) Telefónica de España (Dezember 2002–Juni 2005) und Chief Executive Officer (CEO) und Vorstandsvorsitzender der Ceský Telekom (rechtlicher Vorgänger der Telefónica O2 Czech Republic). Im Weiteren ist er Mitglied des Vorstandes Telefónica Germany (seit Januar 2006) und war von Juni 2007 bis Mitte 2009 Vorstand bei Telefónica Germany.
| Personendaten    | Personendaten         |
| ---------------- | --------------------- |
| NAME             | Smith Basterra, Jaime |
| KURZBESCHREIBUNG | spanischer Manager    |
| GEBURTSDATUM     | 6. September 1965     |
| GEBURTSORT       | Bilbao                |